# Bodianus perditio
Bodianus perditio är en fiskart som först beskrevs av Jean René Constant Quoy och Gaimard, 1834.  Bodianus perditio ingår i släktet Bodianus och familjen läppfiskar. IUCN kategoriserar arten globalt som livskraftig. Inga underarter finns listade.

## Bildgalleri

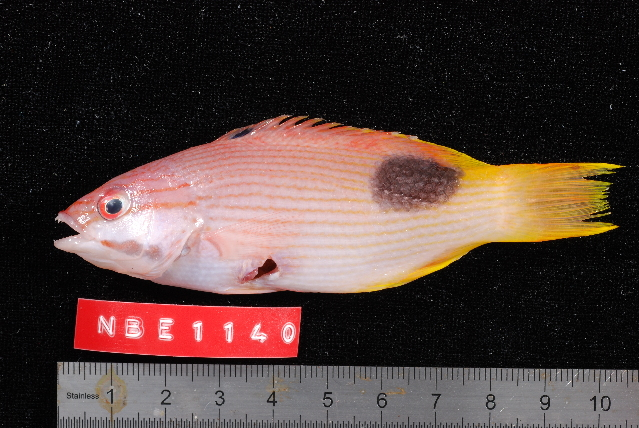